# أوليغ بنكوفسكي
أوليغ فلاديميروفيتش بنكوفسكي (23 أبريل 1919 في فلاديكافكاز في روسيا - 16 مايو 1963 في الاتحاد السوفيتي)، الذي يحمل الاسم الرمزي هيرو، كان عقيد في الاستخبارات العسكرية السوفيتية خلال أواخر الخمسينات وأوائل الستينات وهو الذي أبلغ المملكة المتحدة والولايات المتحدة حول نصب الاتحاد السوفيتي صواريخ في كوبا ،وقد أُدين بالتجسس لصالح المملكة المتحدة والولايات المتحدة. وقد يعتبر الجاسوس المزدوج الأكثر قيمة للغرب خلال الحرب الباردة.
انضم بنكوفسكي إلى الجيش الأحمر السوفيتي في عام 1937 وعمل ضابط مدفعية في الحرب العالمية الثانية ، وأصيب بجروح بالغة في عام 1944. حضر أكاديمية فرونز العسكرية المرموقة بين 1945-1948، وفي عام 1949 انتقل بنكوفسكي من الجيش النظامي إلى مديرية المخابرات في الجيش السوفيتي (GRU). وبعد حضوره الأكاديمية الدبلوماسية العسكرية (1949-1953) ، أصبح ضابطًا استخباراتيًا ، وعمل في المقام الأول في موسكو. بحلول عام 1960 أصبح عقيدًا في مديرية المخابرات في الجيش السوفيتي (GRU) ونائب رئيس القسم الأجنبي في لجنة الدولة لتنسيق البحث العلمي (1960–1962) ، حيث كانت مهمته هي جمع المعلومات العلمية والتقنية عن الولايات المتحدة ، بريطانيا والدول الغربية الأخرى.
في غضون ذلك، أصبح بنكوفسكي محبطًا بشكل متزايد من النظام السوفيتي ، خاصةً بقيادة نيكيتا خروتشوف. وفي أبريل 1961 ، قدم بنكوفسكي من خلال جريفيل إم وين -وهو رجل أعمال بريطاني- خدماته للمخابرات البريطانية. وبين أبريل 1961 وأغسطس 1962، مرر بنكوفسكي أكثر من 5,000 صورة لوثائق عسكرية وسياسية واقتصادية سرية لقوات المخابرات البريطانية والأمريكية. أثبتت المعلومات التي قدمها لهم عن قدرة السوفيت الضعيفة نسبيًا في الصواريخ بعيدة المدى كانت معلومات لا تقدر بثمن بالنسبة للولايات المتحدة في الفترة ما قبل وأثناء أزمة الصواريخ الكوبية في أكتوبر 1962. وفي نفس تلك الفترة اعتقل السوفيت بنكوفسكي في 22 أكتوبر 1962 في ذروة تلك الأزمة ، بعد أن أدركوا أن المعلومات السرية للغاية تتسرب إلى الغرب.
حوكم بنكوفسكي بتهمة الخيانة في مايو 1963 وأدين بالإعدام، و وفقًا لإعلان رسمي سوفيتي ، تم إعدامه في 16 مايو 1963 ، على الرغم من أن تقارير أخرى جعلته ينتحر أثناء وجوده في معتقل سوفيتي. في عام 1965 تم نشر «أوراق بنكوفسكي» في الولايات المتحدة ، على الرغم من أن صحة الكتاب قد تم التشكيك فيها من قبل البعض.

## روابط خارجية
- أوليغ بنكوفسكي على موقع الموسوعة البريطانية (الإنجليزية)